# Tuam
Tuam (Irsk: Tuaim) er en irsk by i County Galway i provinsen Connacht, i den vestlige del af Republikken Irland med en befolkning (inkl. opland) på 6.885 indb i 2006 (5.947 i 2002) 